# Mathraki
Mathraki (griechisch Μαθράκι (n. sg.), Aussprache [maˈθrakʲi]) ist eine kleine griechische Insel im Ionischen Meer, die zur Inselgruppe der Diapontischen Inseln gehört und damit Teil der Ionischen Inseln ist. Die nur etwa drei Quadratkilometer große Insel (4 km lang, bis zu 1,5 km breit) ist rund zehn Kilometer von der Nordwestküste Korfus entfernt. Höchste Erhebung ist mit 150 Metern der Vouno oder Samothraki.
Bis 2010 war Mathraki mit einigen kleinen umliegenden Inselchen eine selbständige Gemeinde (griechisch κοινότητα kinotita) innerhalb der Präfektur Korfu, seit 2019 gehört sie zur neuen Gemeinde Kendriki Kerkyra ke Diapondia Nisia, wo es seither einen von acht Gemeindebezirken bildet.
Mathraki wurde ab dem 17. Jahrhundert von Einwohnern Othonis landwirtschaftlich genutzt, aber erst ab Ende des 19. Jahrhunderts übersiedelten einige Familien vollständig auf die Insel. Heute leben auf Mathraki gut 300 Einwohner, hauptsächlich in den beiden kleinen Weilern Ano Mathraki (Ober-Mathraki) und Kato Mathraki (Unter-Mathraki). Sie leben von der Landwirtschaft (überwiegend Olivenanbau) und dem noch sehr spärlichen Tourismus, teilweise auch von Überweisungen ausgewanderter Einwohner.
Eine (witterungsabhängig) regelmäßige Fährverbindung besteht mit der korfiotischen Hauptstadt Kerkyra sowie in den Sommermonaten mit den Ferienorten an der Nordwestküste Korfus.
Ein schöner Strand nahe der Anlegestelle bietet sich zum Baden an. Die meisten Besucher bleiben nur wenige Stunden auf der Insel, ihnen stehen wenige Tavernen zur Verfügung.